# Maybe (Toni Braxton)
Maybe è un singolo discografico della cantante statunitense Toni Braxton, pubblicato nel 2001.

## Il brano
Il brano è stato scritto da Toni Braxton, Keith Crouch, John Smith, Mechallie Jamison e Samuel Gause e prodotto da Crouch. Esso è stato estratto dal terzo album in studio di Toni Braxton The Heat.

## Tracce
- CD Promo (USA)

1. Maybe (Radio Edit) – 3:08
2. Maybe (Instrumental) – 3:08
3. Maybe (Call Out Research Hook) – 0:10

## Video
Il videoclip della canzone è stato diretto da Chris Robinson.